# Боевой стресс
Боевой стресс — сложный процесс многофакторной адаптации индивида в условиях боевой обстановки, действие которого обуславливает широкий спектр психофизиологических проявлений. Как правило, кратковременный стрессовый настрой стимулирует мобилизацию ресурсов организма, что способствует повышению шансов на выживание на поле боя. Однако длительное стрессовое напряжение высокой интенсивности увеличивает заболеваемость личного состава, снижает иммунитет, провоцирует вспышки гомицидного и суицидального поведения, способствует возрастанию ошибочных решений, что в конечном итоге сказывается на росте потерь.
В последующем перенесённое стрессовое расстройство может стать причиной психотравматизации или социальной дезадаптации, что особенно часто случается у тех участников боевых действий, которые получили инвалидность или серьёзное увечье.

## Значение в военном деле
В широком понимании процесса ведения военных действий боевому стрессу часто отводится роль инструмента войны, который эмоционально и психологически выматывает противника, ослабляя его мотивацию продолжать сопротивление. Например, американские военные специалисты указывают, что вооружённая борьба редко заканчивается после уничтожения материальных ресурсов противника и его живой силы. Тем не менее сам факт этого разрушения может оказаться эффективным средством влияния на сердца и умы вражеских бойцов, подрывая их волю снова идти под пули. В связи с такими обстоятельствами в современном военном искусстве выработан арсенал тактических и стратегических методов по стимулированию физического и эмоционального стресса у сил противника с использованием факторов хаоса, неопределённости, неожиданности, безнадёжности, изоляции и т. п.

## Терминология
Существует консенсус, что под понятием «боевой стресс» понимается особая форма стресса, подчиняющаяся всем закономерностям общего адаптационного синдрома Г. Селье, но с одним существенным отличием: обычно боевой стресс носит характер дистресса с очень высокой интенсивностью воздействия на организм. Следствием такой природы этого явления становятся допатологические и патологические психические расстройства.
Наряду с терминами «боевая психическая патология», «посттравматическое стрессовое расстройство» и др., понятие «боевой стресс» является одним из центральных объектов изучения в психиатрии войн и военных конфликтов.

## Формирующие факторы
Синдром боевого стресса формируется под психогенным воздействием разнообразных обстоятельств боевой обстановки. Среди них в особенности выделяется длительная, плохо прогнозируемая и очень наглядная угроза жизни и безопасности человека, эмоциональный накал которой значительно превосходит привычный повседневный уровень. Протекая в условиях сопутствующего воздействия других неблагоприятных факторов, она приводит к истощению ресурсов нервной системы, вызывает временные и постоянные изменения в нормальном ритме психических процессов и нарушения в социальной адаптации индивида.
Как правило, из-за своей экстремальной природы боевой стресс проявляется у любого нормального человека, попадающего в зону военных действий. Конкретные проявления боевого стресса зависят от характера и интенсивности боёв, а также длительности пребывания индивида в условиях боевой обстановки. В этих обстоятельствах предпосылками, стимулирующими развитие стрессовых расстройств, являются низкий уровень морально-психологической подготовленности и личностные отклонения. Дальнейшему прогрессированию боевых стрессовых расстройств способствуют:
- Физические факторы: жара, холод, влажность, пыль, шум, вибрация, недостаток или переизбыток освещённости, ионизирующая радиация, высотный фактор и т. п.
- Физиологические: проблемы с питанием, депривация сна, жажда, истощение, нехватка или переизбыток движения, недостаток секса, ожирение и т. п.
- Когнитивные: сенсорная перегрузка или депривация, дефицит или недостаток информации, фактор неопределённости, организационные перемены и т. п.
- Эмоциональные: межличностные конфликты, отсутствие приватности, изолированность, озлобленность, бездействие, страх, беспокойство и т. п.

## Стрессовые реакции
Развитие боевого стресса ведёт к активации разного рода механизмов психологической адаптации, среди которых нельзя обойти вниманием стрессовые реакции.
В идеале боевой стресс должен вызывать стрессовые реакции адаптивного характера, которые являются следствием грамотного руководства и здорового психологического климата в воинском коллективе. Их типичными примерами являются взаимное доверие между бойцами, повышение боевого духа бойцов за счёт ощущения себя частью большого сообщества, осознание связующей силы боевого товарищества и т. п.. Однако побочным эффектом боевого стресса могут быть также и неадаптивные стрессовые реакции (депрессии, приступы паники, психозы и т. п.), проявления которых характеризуются полиморфностью и транзиторностью. Эти стрессовые реакции могут найти выход также в виде девиантного поведения и преступных действий — например, уничтожения вражеских пленных или местных жителей, надругательства над трупами, алкоголизма и наркомании, нападений на командный состав (фрэггинг) и др.. 